# Азмана
Азмана (груз. აზმანა, з.-арм. Ազմանա) — село в Грузии, на территории Ахалкалакского муниципалитета края (мхаре) Самцхе-Джавахети.

## География
Село находится в южной части Грузии, в пределах Ахалкалакского плоскогорья, на левом берегу реки Азмана (правый приток Куры), на расстоянии приблизительно 18 километров (по прямой) к юго-западу от города Ахалкалаки, административного центра муниципалитета. Абсолютная высота — 1722 метров над уровнем моря.

## Население
По результатам официальной переписи населения 2014 года, в Азмане проживало 205 человек (111 мужчин и 94 женщины). В национальной структуре населения грузины составляли 70,2 %, армяне — 27,4 %.
| Год  | Население, человек |
| ---- | ------------------ |
| 2002 | 125                |
| 2014 | ↗ 205              |